# SN 2007hs
SN 2007hs – supernowa typu II odkryta 2 września 2007 roku w galaktyce A171140+3630. W momencie odkrycia miała maksymalną jasność 19,40m.